# Long Live Love (Sandie Shaw-låt)
"Long Live Love" är en sång, skriven av Chris Andrews, med vilken Sandie Shaw 1965 fick sin tredje etta i Storbritannien.
Sandie Shaw var så säker på att låten "Long Live Love" skulle bli en hit att hon avböjde "It's Not Unusual" som hon erbjöds i samma veva. "It's Not Unusual" blev istället den då okände Tom Jones stora genombrottshit. "Long Live Love" tillbringade tre veckor på förstaplatsen i Storbritannien i juni månad 1965 samt toppade även listorna i Irland och Nya Zeeland samt låg som bäst på andra plats i Sydafrika. Låten var också en top 10-hit i Nederländerna (#7) och Norge (#8), och låten blev även en hit i Australien  (#12) och Belgien, med topplaceringen #15 på Belgiens lista för de områden som talar nederländska. 
I Frankrike nådde låten topplaceringen #5 då sångtextförfattaren Georges Liferman skrev en text på franska som "Pourvu Que Ça Dure"; samtidigt som den version av "Long Live Love" som sjöngs på engelska nådde topplaceringen #32 på franska listor. Sandie Shaw sjöng också in sången på tyska som "Du weißt nichts von deinem Glück"; och både på tyska och engelska hamnade låten bland topp 30, med topplaceringarna #25 ("Du weißt nichts von deinem Glück") och #28 ("Long Live Love"); och på tyska gick det bättre i Österrike med topplaceringen #5. Sandie Shaw sjöng också in sången på italienska som "Viva l’amore con te"; vilken 1966 var B-sida till singeln "E ti avrò", vilket var en italienskspråkig version av "Girl Don't Come" med topplaceringen #11 på den italienska listan.
1966 spelade hon också in låten på spanska som "¡Viva el amor!" till  en EP som släpptes i Spanien, med spanskspråkiga versioner av hennes låtar "Girl Don't Come", "Message Understood" och "Tomorrow". 
Med låten klättrade Sandie Shaw i USA till Billboard Hot 100 för tredje gången, med topplaceringen #97.

## Andra versioner
1992 spelade Nick Berry in "Long Live Love" som signaturmelodi till TV-serien Tillbaka till Aidensfield (Heartbeat); en version med topplaceringen #47 på de brittiska listorna.
"Long Live Love"  har också spelats in av låtskrivaren Chris Andrews själv, samt Jessica Andersson 2009  och Tracey Ullman.

## Listplaceringar
| Lista (1965)   | Position               |
| -------------- | ---------------------- |
| Finland        | 39                     |
| Irland         | 1                      |
| Norge          | 8                      |
| Storbritannien | 1                      |
| Sverige        | 11 (Kvällstoppen)      |
| Sverige        | 7 (Tio i topp)         |
| USA            | 97 (Billboard Hot 100) |
| Västtyskland   | 28                     |
| Österrike      | 5 (tyska)              |

### Fotnoter
1. ↑  Sandie Shaws diskografi på www.45-rpm.org.uk, läst 3 mars 2009.
2. ↑  ”Svensk mediedatabas”. Arkiverad från originalet den 30 mars 2012. https://web.archive.org/web/20120330071057/http://smdb.kb.se/catalog/id/002574687. Läst 19 april 2011.
3. ↑  ”Listplacering”. http://suomenlistalevyt.blogspot.com/2015/08/sen-sig.html. Läst 14 mars 2021.
4. ↑  ”Listplacering”. http://irishcharts.ie/search/placement?page=1&search_type=title&placement=Long+Live+Love. Läst 14 april 2021.
5. ↑  ”Listplacering”. http://norwegiancharts.com/showitem.asp?interpret=Sandie+Shaw&titel=Long+Live+Love&cat=s. Läst 19 april 2011.
6. ↑  ”Sandie Shaw Chart History” (på engelska). The Official UK Charts Company. https://www.officialcharts.com/artist/11377/sandie-shaw/. Läst 14 april 2021.
7. ↑  Hallberg, Eric (1993). Kvällstoppen i P3 (1:a uppl.). ISBN 91-630-2140-4
8. ↑  Hallberg, Eric (1998). Tio i topp - med de utslagna på försök 1961-74 (1:a uppl.). ISBN 91-972712-5-X
9. ↑  ”Billboard, Listplacering”. https://www.billboard.com/music/sandie-shaw/chart-history. Läst 14 april 2021.
10. ↑  ”Charts Surfer”. http://www.charts-surfer.de/. Läst 14 april 2021.
11. ↑  ”Listplacering”. http://austriancharts.at/showitem.asp?interpret=Sandie+Shaw&titel=Du+weisst+nichts+von+deinem+Gl%FCck&cat=s. Läst 19 april 2011.